# Piper trichorhachis
Piper trichorhachis är en pepparväxtart som beskrevs av C. Dc.. Piper trichorhachis ingår i släktet Piper och familjen pepparväxter. Inga underarter finns listade i Catalogue of Life.